# Arctia cajula
Arctia cajula är en fjärilsart som beskrevs av Otto Staudinger 1886. Arctia cajula ingår i släktet Arctia och familjen björnspinnare. Inga underarter finns listade i Catalogue of Life.